# EHF Champions League der Frauen 2024/25
An der EHF Champions League 2024/25 nahmen insgesamt 16 Handball-Vereinsmannschaften teil, die sich in der vorangegangenen Saison in ihren Heimatländern für den Wettbewerb qualifiziert hatten. Es war die 65. Austragung der EHF Champions League bzw. des Europapokals der Landesmeister. Győri ETO KC gelang die Titelverteidigung.

## Modus
Gruppenphase: Es gab zwei Gruppen mit je acht Mannschaften. In einer Gruppe spielte jeder gegen jeden ein Hin- und Rückspiel; die jeweils sechs Gruppenbesten erreichten die Play-offs.
Play-offs: In der ersten Runde der Play-offs wurde im K.-o.-System mit Hin- und Rückspiel gespielt. Es traten die Drittplatzierten gegen die Sechstplatzierten und die Viertplatzierten gegen die Fünftplatzierten aus der Parallelgruppe an.
Viertelfinale: Das Viertelfinale wurde im K.-o.-System mit Hin- und Rückspiel gespielt. Die Gewinner der ersten Runde der Play-offs traten jeweils gegen die Erst- und Zweitplatzierten aus der Gruppenphase an.
Final Four: Die Gewinner der Viertelfinalspiele nahmen am Final-Four-Turnier teil. Das Halbfinale wurde im K.-o.-System gespielt. Die Gewinner jeder Partie zogen in das Finale ein. Die Verlierer jeder Partie zogen in das Spiel um den dritten Platz ein. Es wurde pro Halbfinale nur ein Spiel ausgetragen. Auch das Finale und das Spiel um Platz drei wurde im einfachen Modus ausgespielt.

## Gruppenphase
Die Auslosung der Gruppenphase fand am 27. Juni 2024 in Wien statt.

### Gruppen
| Gruppe A FTC-Rail Cargo Hungaria Metz Handball CSM Bukarest Rokometni Klub Krim Storhamar Håndball Nykøbing Falster Håndboldklub ŽRK Podravka Koprivnica CS Gloria Bistrița-Năsăud | Gruppe B Vipers Kristiansand Team Esbjerg ŽRK Budućnost Podgorica HB Ludwigsburg Győri ETO KC Brest Bretagne Handball Rapid Bukarest Odense Håndbold |

### Entscheidungen
|  | Qualifikationsplatz für das Viertelfinale             |
|  | Qualifikationsplatz für die erste Runde der Play-offs |
|  | Platz des ausscheidenden Vereins                      |

### Gruppe A
| Pl. | Land                          | Sp. | S  | U | N  | Tore      | Diff. | Punkte  |
| --- | ----------------------------- | --- | -- | - | -- | --------- | ----- | ------- |
| 1.  | Metz Handball                 | 14  | 13 | 1 | 0  | 0413:3610 | +52   | 027:10  |
| 2.  | FTC-Rail Cargo Hungaria       | 14  | 12 | 0 | 2  | 0395:3510 | +44   | 024:40  |
| 3.  | CSM Bukarest                  | 14  | 9  | 0 | 5  | 0414:3830 | +31   | 018:100 |
| 4.  | Rokometni Klub Krim           | 14  | 6  | 1 | 7  | 0390:4040 | −14   | 013:150 |
| 5.  | ŽRK Podravka Koprivnica       | 14  | 5  | 1 | 8  | 0383:3920 | −9    | 011:170 |
| 6.  | Storhamar Håndball            | 14  | 3  | 2 | 9  | 0351:3770 | −26   | 08:200  |
| 7.  | CS Gloria Bistrița-Năsăud     | 14  | 3  | 0 | 11 | 0378:4100 | −32   | 06:220  |
| 8.  | Nykøbing Falster Håndboldklub | 14  | 1  | 3 | 10 | 0372:4180 | −46   | 05:230  |

| 7. September 2024 16:00 Uhr | CS Gloria Bistrița-Năsăud                                 | 30:26   | CSM Bukarest            | TeraPlast Arena, Bistrița Zuschauer: 2803 Schiedsrichter: Antić, Jakovljević |
| 7. September 2024 16:00 Uhr | meiste Tore: Fujita, Kirdjaschewa, Mbengue Rodríguez je 6 | (16:13) | meiste Tore: Omoregie 9 | TeraPlast Arena, Bistrița Zuschauer: 2803 Schiedsrichter: Antić, Jakovljević |
| 7. September 2024 16:00 Uhr | Spielbericht                                              |         |                         | TeraPlast Arena, Bistrița Zuschauer: 2803 Schiedsrichter: Antić, Jakovljević |

| 7. September 2024 16:00 Uhr | FTC-Rail Cargo Hungaria               | 31:22   | Nykøbing Falster Håndboldklub | Érd Aréna, Érd Zuschauer: 1400 Schiedsrichter: Vujačić, Kažanegra |
| 7. September 2024 16:00 Uhr | meiste Tore: Dmitrijewa, Klujber je 6 | (15:14) | meiste Tore: Madsen 6         | Érd Aréna, Érd Zuschauer: 1400 Schiedsrichter: Vujačić, Kažanegra |
| 7. September 2024 16:00 Uhr | Spielbericht                          |         |                               | Érd Aréna, Érd Zuschauer: 1400 Schiedsrichter: Vujačić, Kažanegra |

| 7. September 2024 18:00 Uhr | ŽRK Podravka Koprivnica | 23:24  | Rokometni Klub Krim             | Gimnazija Fran Galović, Koprivnica Zuschauer: 1254 Schiedsrichter: Lovin, Stancu |
| 7. September 2024 18:00 Uhr | meiste Tore: Pandza 7   | (9:12) | meiste Tore: Zaadi, Mavsar je 5 | Gimnazija Fran Galović, Koprivnica Zuschauer: 1254 Schiedsrichter: Lovin, Stancu |
| 7. September 2024 18:00 Uhr | Spielbericht            |        |                                 | Gimnazija Fran Galović, Koprivnica Zuschauer: 1254 Schiedsrichter: Lovin, Stancu |

| 8. September 2024 14:00 Uhr | Storhamar Håndball     | 29:29   | Metz Handball          | OBOS Arena, Hamar Zuschauer: 1137 Schiedsrichter: Vranes, Wenninger |
| 8. September 2024 14:00 Uhr | meiste Tore: Obaidli 7 | (12:14) | meiste Tore: Bouktit 6 | OBOS Arena, Hamar Zuschauer: 1137 Schiedsrichter: Vranes, Wenninger |
| 8. September 2024 14:00 Uhr | Spielbericht           |         |                        | OBOS Arena, Hamar Zuschauer: 1137 Schiedsrichter: Vranes, Wenninger |

| 14. September 2024 16:00 Uhr | FTC-Rail Cargo Hungaria            | 33:24   | ŽRK Podravka Koprivnica | Érd Aréna, Érd Zuschauer: 1450 Schiedsrichter: Merisi, Pepe |
| 14. September 2024 16:00 Uhr | meiste Tore: Kanor, Malestein je 5 | (17:12) | meiste Tore: Pandza 5   | Érd Aréna, Érd Zuschauer: 1450 Schiedsrichter: Merisi, Pepe |
| 14. September 2024 16:00 Uhr | Spielbericht                       |         |                         | Érd Aréna, Érd Zuschauer: 1450 Schiedsrichter: Merisi, Pepe |

| 14. September 2024 18:00 Uhr | Metz Handball                        | 28:26   | CS Gloria Bistrița-Năsăud       | Palais omnisports Les Arènes, Metz Zuschauer: 2644 Schiedsrichter: Kuttler, Merz |
| 14. September 2024 18:00 Uhr | meiste Tore: Valentini, Bouktit je 6 | (15:14) | meiste Tore: So Delgado Pinto 8 | Palais omnisports Les Arènes, Metz Zuschauer: 2644 Schiedsrichter: Kuttler, Merz |
| 14. September 2024 18:00 Uhr | Spielbericht                         |         |                                 | Palais omnisports Les Arènes, Metz Zuschauer: 2644 Schiedsrichter: Kuttler, Merz |

| 14. September 2024 18:00 Uhr | Rokometni Klub Krim | 35:25   | Nykøbing Falster Håndboldklub | Arena Stožice, Ljubljana Zuschauer: 3920 Schiedsrichter: Carmaux, Mursch |
| 14. September 2024 18:00 Uhr | meiste Tore: Gros 6 | (18:10) | meiste Tore: Sprengers 6      | Arena Stožice, Ljubljana Zuschauer: 3920 Schiedsrichter: Carmaux, Mursch |
| 14. September 2024 18:00 Uhr | Spielbericht        |         |                               | Arena Stožice, Ljubljana Zuschauer: 3920 Schiedsrichter: Carmaux, Mursch |

| 15. September 2024 16:00 Uhr | CSM Bukarest            | 32:28   | Storhamar Håndball        | Sala Polivalenta Ioan Kunst Ghermănescu, Bukarest Zuschauer: 3500 Schiedsrichter: Pobedryna, Duplyj |
| 15. September 2024 16:00 Uhr | meiste Tore: Omoregie 8 | (17:15) | meiste Tore: Rivas Toft 7 | Sala Polivalenta Ioan Kunst Ghermănescu, Bukarest Zuschauer: 3500 Schiedsrichter: Pobedryna, Duplyj |
| 15. September 2024 16:00 Uhr | Spielbericht            |         |                           | Sala Polivalenta Ioan Kunst Ghermănescu, Bukarest Zuschauer: 3500 Schiedsrichter: Pobedryna, Duplyj |

| 21. September 2024 18:00 Uhr | CS Gloria Bistrița-Năsăud   | 30:35   | Rokometni Klub Krim | TeraPlast Arena, Bistrița Zuschauer: 2753 Schiedsrichter: Vujačić, Kažanegra |
| 21. September 2024 18:00 Uhr | meiste Tore: Kirdjaschewa 9 | (19:20) | meiste Tore: Gros 9 | TeraPlast Arena, Bistrița Zuschauer: 2753 Schiedsrichter: Vujačić, Kažanegra |
| 21. September 2024 18:00 Uhr | Spielbericht                |         |                     | TeraPlast Arena, Bistrița Zuschauer: 2753 Schiedsrichter: Vujačić, Kažanegra |

| 21. September 2024 18:00 Uhr | ŽRK Podravka Koprivnica | 28:29   | CSM Bukarest                        | Gimnazija Fran Galović, Koprivnica Zuschauer: 1400 Schiedsrichter: Hansen, Jensen |
| 21. September 2024 18:00 Uhr | meiste Tore: Šimara 8   | (10:14) | meiste Tore: Neagu, Kobylińska je 6 | Gimnazija Fran Galović, Koprivnica Zuschauer: 1400 Schiedsrichter: Hansen, Jensen |
| 21. September 2024 18:00 Uhr | Spielbericht            |         |                                     | Gimnazija Fran Galović, Koprivnica Zuschauer: 1400 Schiedsrichter: Hansen, Jensen |

| 22. September 2024 14:00 Uhr | Storhamar Håndball  | 21:27   | FTC-Rail Cargo Hungaria  | OBOS Arena, Hamar Zuschauer: 1187 Schiedsrichter: Ilieva, Karbeska |
| 22. September 2024 14:00 Uhr | meiste Tore: Venn 6 | (11:14) | meiste Tore: Malestein 7 | OBOS Arena, Hamar Zuschauer: 1187 Schiedsrichter: Ilieva, Karbeska |
| 22. September 2024 14:00 Uhr | Spielbericht        |         |                          | OBOS Arena, Hamar Zuschauer: 1187 Schiedsrichter: Ilieva, Karbeska |

| 22. September 2024 16:00 Uhr | Nykøbing Falster Håndboldklub | 27:28   | Metz Handball          | Spar Nord BOXEN, Nykøbing Falster Zuschauer: 1648 Schiedsrichter: Altmár, Horváth |
| 22. September 2024 16:00 Uhr | meiste Tore: Obaidli 9        | (15:19) | meiste Tore: Granier 7 | Spar Nord BOXEN, Nykøbing Falster Zuschauer: 1648 Schiedsrichter: Altmár, Horváth |
| 22. September 2024 16:00 Uhr | Spielbericht                  |         |                        | Spar Nord BOXEN, Nykøbing Falster Zuschauer: 1648 Schiedsrichter: Altmár, Horváth |

| 5. Oktober 2024 16:00 Uhr | FTC-Rail Cargo Hungaria | 32:28   | CS Gloria Bistrița-Năsăud        | Érd Aréna, Érd Zuschauer: 2100 Schiedsrichter: Balvan, Praštalo |
| 5. Oktober 2024 16:00 Uhr | meiste Tore: Lekić 7    | (18:10) | meiste Tore: Mbengue Rodríguez 7 | Érd Aréna, Érd Zuschauer: 2100 Schiedsrichter: Balvan, Praštalo |
| 5. Oktober 2024 16:00 Uhr | Spielbericht            |         |                                  | Érd Aréna, Érd Zuschauer: 2100 Schiedsrichter: Balvan, Praštalo |

| 5. Oktober 2024 18:00 Uhr | Metz Handball             | 35:31   | ŽRK Podravka Koprivnica | Palais omnisports Les Arènes, Metz Zuschauer: 2887 Schiedsrichter: Pobedryna, Duplyj |
| 5. Oktober 2024 18:00 Uhr | meiste Tore: Valentini 11 | (18:18) | meiste Tore: Pandza 10  | Palais omnisports Les Arènes, Metz Zuschauer: 2887 Schiedsrichter: Pobedryna, Duplyj |
| 5. Oktober 2024 18:00 Uhr | Spielbericht              |         |                         | Palais omnisports Les Arènes, Metz Zuschauer: 2887 Schiedsrichter: Pobedryna, Duplyj |

| 5. Oktober 2024 18:00 Uhr | Rokometni Klub Krim    | 25:23   | Storhamar Håndball  | Arena Stožice, Ljubljana Zuschauer: 3715 Schiedsrichter: Doychinow, Goretsow |
| 5. Oktober 2024 18:00 Uhr | meiste Tore: Horacek 7 | (11:12) | meiste Tore: Venn 5 | Arena Stožice, Ljubljana Zuschauer: 3715 Schiedsrichter: Doychinow, Goretsow |
| 5. Oktober 2024 18:00 Uhr | Spielbericht           |         |                     | Arena Stožice, Ljubljana Zuschauer: 3715 Schiedsrichter: Doychinow, Goretsow |

| 6. Oktober 2024 16:00 Uhr | CSM Bukarest          | 27:26   | Nykøbing Falster Håndboldklub | Sala Polivalenta Ioan Kunst Ghermănescu, Bukarest Zuschauer: 3966 Schiedsrichter: Cipov, Klus |
| 6. Oktober 2024 16:00 Uhr | meiste Tore: Neagu 10 | (12:14) | meiste Tore: Bardrum 6        | Sala Polivalenta Ioan Kunst Ghermănescu, Bukarest Zuschauer: 3966 Schiedsrichter: Cipov, Klus |
| 6. Oktober 2024 16:00 Uhr | Spielbericht          |         |                               | Sala Polivalenta Ioan Kunst Ghermănescu, Bukarest Zuschauer: 3966 Schiedsrichter: Cipov, Klus |

| 12. Oktober 2024 16:00 Uhr | Nykøbing Falster Håndboldklub | 28:33   | Storhamar Håndball                          | Spar Nord BOXEN, Nykøbing Falster Zuschauer: 1710 Schiedsrichter: Jovandić, Sekulić |
| 12. Oktober 2024 16:00 Uhr | meiste Tore: Sprengers 6      | (17:16) | meiste Tore: Rivas Toft, Venn, Obaidli je 7 | Spar Nord BOXEN, Nykøbing Falster Zuschauer: 1710 Schiedsrichter: Jovandić, Sekulić |
| 12. Oktober 2024 16:00 Uhr | Spielbericht                  |         |                                             | Spar Nord BOXEN, Nykøbing Falster Zuschauer: 1710 Schiedsrichter: Jovandić, Sekulić |

| 12. Oktober 2024 16:00 Uhr | CS Gloria Bistrița-Năsăud | 25:29  | ŽRK Podravka Koprivnica   | TeraPlast Arena, Bistrița Zuschauer: 2700 Schiedsrichter: Lidacka, Lesiak |
| 12. Oktober 2024 16:00 Uhr | meiste Tore: Fujita 6     | (7:13) | meiste Tore: Pletikosić 9 | TeraPlast Arena, Bistrița Zuschauer: 2700 Schiedsrichter: Lidacka, Lesiak |
| 12. Oktober 2024 16:00 Uhr | Spielbericht              |        |                           | TeraPlast Arena, Bistrița Zuschauer: 2700 Schiedsrichter: Lidacka, Lesiak |

| 12. Oktober 2024 18:00 Uhr | Metz Handball                        | 24:19   | FTC-Rail Cargo Hungaria   | Palais omnisports Les Arènes, Metz Zuschauer: 3512 Schiedsrichter: Lovin, Stancu |
| 12. Oktober 2024 18:00 Uhr | meiste Tore: Valentini, Bouktit je 5 | (11:11) | meiste Tore: Dmitrijewa 7 | Palais omnisports Les Arènes, Metz Zuschauer: 3512 Schiedsrichter: Lovin, Stancu |
| 12. Oktober 2024 18:00 Uhr | Spielbericht                         |         |                           | Palais omnisports Les Arènes, Metz Zuschauer: 3512 Schiedsrichter: Lovin, Stancu |

| 12. Oktober 2024 18:00 Uhr | Rokometni Klub Krim  | 29:31   | CSM Bukarest            | Arena Stožice, Ljubljana Zuschauer: 3635 Schiedsrichter: Altmár, Horváth |
| 12. Oktober 2024 18:00 Uhr | meiste Tore: Gros 10 | (15:19) | meiste Tore: Omoregie 8 | Arena Stožice, Ljubljana Zuschauer: 3635 Schiedsrichter: Altmár, Horváth |
| 12. Oktober 2024 18:00 Uhr | Spielbericht         |         |                         | Arena Stožice, Ljubljana Zuschauer: 3635 Schiedsrichter: Altmár, Horváth |

| 19. Oktober 2024 16:00 Uhr | FTC-Rail Cargo Hungaria            | 28:26   | Rokometni Klub Krim  | Érd Aréna, Érd Zuschauer: 1800 Schiedsrichter: Braseth, Sundet |
| 19. Oktober 2024 16:00 Uhr | meiste Tore: Dmitrijewa, Bölk je 8 | (16:14) | meiste Tore: Gros 11 | Érd Aréna, Érd Zuschauer: 1800 Schiedsrichter: Braseth, Sundet |
| 19. Oktober 2024 16:00 Uhr | Spielbericht                       |         |                      | Érd Aréna, Érd Zuschauer: 1800 Schiedsrichter: Braseth, Sundet |

| 19. Oktober 2024 16:00 Uhr | ŽRK Podravka Koprivnica   | 27:27   | Nykøbing Falster Håndboldklub | Gimnazija Fran Galović, Koprivnica Zuschauer: 1600 Schiedsrichter: Weijmans, Wolbertus |
| 19. Oktober 2024 16:00 Uhr | meiste Tore: Pletikosić 6 | (18:14) | meiste Tore: Bardrum 9        | Gimnazija Fran Galović, Koprivnica Zuschauer: 1600 Schiedsrichter: Weijmans, Wolbertus |
| 19. Oktober 2024 16:00 Uhr | Spielbericht              |         |                               | Gimnazija Fran Galović, Koprivnica Zuschauer: 1600 Schiedsrichter: Weijmans, Wolbertus |

| 20. Oktober 2024 14:00 Uhr | Storhamar Håndball     | 25:23   | CS Gloria Bistrița-Năsăud       | OBOS Arena, Hamar Zuschauer: 1159 Schiedsrichter: Merisi, Pepe |
| 20. Oktober 2024 14:00 Uhr | meiste Tore: Obaidli 8 | (13:11) | meiste Tore: So Delgado Pinto 6 | OBOS Arena, Hamar Zuschauer: 1159 Schiedsrichter: Merisi, Pepe |
| 20. Oktober 2024 14:00 Uhr | Spielbericht           |         |                                 | OBOS Arena, Hamar Zuschauer: 1159 Schiedsrichter: Merisi, Pepe |

| 20. Oktober 2024 16:00 Uhr | CSM Bukarest                           | 31:32   | Metz Handball        | Sala Polivalenta Ioan Kunst Ghermănescu, Bukarest Zuschauer: 4700 Schiedsrichter: Tzaferopoulos, Bethmann |
| 20. Oktober 2024 16:00 Uhr | meiste Tore: Omoregie, Kobylińska je 7 | (16:19) | meiste Tore: Axnér 8 | Sala Polivalenta Ioan Kunst Ghermănescu, Bukarest Zuschauer: 4700 Schiedsrichter: Tzaferopoulos, Bethmann |
| 20. Oktober 2024 16:00 Uhr | Spielbericht                           |         |                      | Sala Polivalenta Ioan Kunst Ghermănescu, Bukarest Zuschauer: 4700 Schiedsrichter: Tzaferopoulos, Bethmann |

| 9. November 2024 16:00 Uhr | Storhamar Håndball     | 23:25   | ŽRK Podravka Koprivnica              | OBOS Arena, Hamar Zuschauer: 962 Schiedsrichter: A. Covalciuc, I. Covalciuc |
| 9. November 2024 16:00 Uhr | meiste Tore: Obaidli 5 | (15:15) | meiste Tore: Birtić, Pletikosić je 6 | OBOS Arena, Hamar Zuschauer: 962 Schiedsrichter: A. Covalciuc, I. Covalciuc |
| 9. November 2024 16:00 Uhr | Spielbericht           |         |                                      | OBOS Arena, Hamar Zuschauer: 962 Schiedsrichter: A. Covalciuc, I. Covalciuc |

| 9. November 2024 16:00 Uhr | CS Gloria Bistrița-Năsăud                            | 37:29   | Nykøbing Falster Håndboldklub | TeraPlast Arena, Bistrița Zuschauer: 2435 Schiedsrichter: Doychinow, Goretsow |
| 9. November 2024 16:00 Uhr | meiste Tore: So Delgado Pinto, Fujita, Vukčević je 6 | (16:14) | meiste Tore: Bardrum 6        | TeraPlast Arena, Bistrița Zuschauer: 2435 Schiedsrichter: Doychinow, Goretsow |
| 9. November 2024 16:00 Uhr | Spielbericht                                         |         |                               | TeraPlast Arena, Bistrița Zuschauer: 2435 Schiedsrichter: Doychinow, Goretsow |

| 10. November 2024 14:00 Uhr | Rokometni Klub Krim     | 25:34   | Metz Handball            | Arena Stožice, Ljubljana Zuschauer: 4235 Schiedsrichter: Balvan, Praštalo |
| 10. November 2024 14:00 Uhr | meiste Tore: Ngombele 5 | (13:15) | meiste Tore: Valentini 8 | Arena Stožice, Ljubljana Zuschauer: 4235 Schiedsrichter: Balvan, Praštalo |
| 10. November 2024 14:00 Uhr | Spielbericht            |         |                          | Arena Stožice, Ljubljana Zuschauer: 4235 Schiedsrichter: Balvan, Praštalo |

| 10. November 2024 16:00 Uhr | CSM Bukarest            | 26:28   | FTC-Rail Cargo Hungaria | Sala Polivalenta Ioan Kunst Ghermănescu, Bukarest Zuschauer: 4200 Schiedsrichter: Álvarez Mata, Bustamante López |
| 10. November 2024 16:00 Uhr | meiste Tore: Omoregie 8 | (16:15) | meiste Tore: Klujber 11 | Sala Polivalenta Ioan Kunst Ghermănescu, Bukarest Zuschauer: 4200 Schiedsrichter: Álvarez Mata, Bustamante López |
| 10. November 2024 16:00 Uhr | Spielbericht            |         |                         | Sala Polivalenta Ioan Kunst Ghermănescu, Bukarest Zuschauer: 4200 Schiedsrichter: Álvarez Mata, Bustamante López |

| 16. November 2024 16:00 Uhr | Nykøbing Falster Håndboldklub | 32:24   | CS Gloria Bistrița-Năsăud | Spar Nord BOXEN, Nykøbing Falster Zuschauer: 1500 Schiedsrichter: Braseth, Sundet |
| 16. November 2024 16:00 Uhr | meiste Tore: von Pereira 7    | (16:13) | meiste Tore: Nosek 7      | Spar Nord BOXEN, Nykøbing Falster Zuschauer: 1500 Schiedsrichter: Braseth, Sundet |
| 16. November 2024 16:00 Uhr | Spielbericht                  |         |                           | Spar Nord BOXEN, Nykøbing Falster Zuschauer: 1500 Schiedsrichter: Braseth, Sundet |

| 16. November 2024 18:00 Uhr | Metz Handball                        | 34:30   | Rokometni Klub Krim                  | Palais omnisports Les Arènes, Metz Zuschauer: 4312 Schiedsrichter: Antić, Jakovljević |
| 16. November 2024 18:00 Uhr | meiste Tore: Valentini, Bouktit je 9 | (14:11) | meiste Tore: Radičević, Brnović je 6 | Palais omnisports Les Arènes, Metz Zuschauer: 4312 Schiedsrichter: Antić, Jakovljević |
| 16. November 2024 18:00 Uhr | Spielbericht                         |         |                                      | Palais omnisports Les Arènes, Metz Zuschauer: 4312 Schiedsrichter: Antić, Jakovljević |

| 16. November 2024 18:00 Uhr | ŽRK Podravka Koprivnica | 25:24   | Storhamar Håndball        | Gimnazija Fran Galović, Koprivnica Zuschauer: 1950 Schiedsrichter: Vujačić, Kažanegra |
| 16. November 2024 18:00 Uhr | meiste Tore: Birtić 6   | (14:12) | meiste Tore: Rivas Toft 5 | Gimnazija Fran Galović, Koprivnica Zuschauer: 1950 Schiedsrichter: Vujačić, Kažanegra |
| 16. November 2024 18:00 Uhr | Spielbericht            |         |                           | Gimnazija Fran Galović, Koprivnica Zuschauer: 1950 Schiedsrichter: Vujačić, Kažanegra |

| 17. November 2024 14:00 Uhr | FTC-Rail Cargo Hungaria               | 31:28   | CSM Bukarest             | Érd Aréna, Érd Zuschauer: 1900 Schiedsrichter: Carmaux, Mursch |
| 17. November 2024 14:00 Uhr | meiste Tore: Dmitrijewa, Klujber je 6 | (17:18) | meiste Tore: Omoregie 10 | Érd Aréna, Érd Zuschauer: 1900 Schiedsrichter: Carmaux, Mursch |
| 17. November 2024 14:00 Uhr | Spielbericht                          |         |                          | Érd Aréna, Érd Zuschauer: 1900 Schiedsrichter: Carmaux, Mursch |

| 11. Januar 2025 16:00 Uhr | CS Gloria Bistrița-Năsăud       | 31:28   | Storhamar Håndball                  | TeraPlast Arena, Bistrița Zuschauer: 2653 Schiedsrichter: Weijmans, Wolbertus |
| 11. Januar 2025 16:00 Uhr | meiste Tore: So Delgado Pinto 7 | (13:15) | meiste Tore: Rivas Toft, Solås je 6 | TeraPlast Arena, Bistrița Zuschauer: 2653 Schiedsrichter: Weijmans, Wolbertus |
| 11. Januar 2025 16:00 Uhr | Spielbericht                    |         |                                     | TeraPlast Arena, Bistrița Zuschauer: 2653 Schiedsrichter: Weijmans, Wolbertus |

| 11. Januar 2025 16:00 Uhr | Nykøbing Falster Håndboldklub | 28:31   | ŽRK Podravka Koprivnica | Spar Nord BOXEN, Nykøbing Falster Zuschauer: 1375 Schiedsrichter: Panayides, Andreou |
| 11. Januar 2025 16:00 Uhr | meiste Tore: von Pereira 7    | (13:13) | meiste Tore: Brkić 8    | Spar Nord BOXEN, Nykøbing Falster Zuschauer: 1375 Schiedsrichter: Panayides, Andreou |
| 11. Januar 2025 16:00 Uhr | Spielbericht                  |         |                         | Spar Nord BOXEN, Nykøbing Falster Zuschauer: 1375 Schiedsrichter: Panayides, Andreou |

| 11. Januar 2025 18:00 Uhr | Rokometni Klub Krim | 22:27   | FTC-Rail Cargo Hungaria                        | Arena Stožice, Ljubljana Zuschauer: 3620 Schiedsrichter: Metalari, Nikolovski |
| 11. Januar 2025 18:00 Uhr | meiste Tore: Gros 6 | (11:15) | meiste Tore: Dmitrijewa, Kanor, Malestein je 5 | Arena Stožice, Ljubljana Zuschauer: 3620 Schiedsrichter: Metalari, Nikolovski |
| 11. Januar 2025 18:00 Uhr | Spielbericht        |         |                                                | Arena Stožice, Ljubljana Zuschauer: 3620 Schiedsrichter: Metalari, Nikolovski |

| 12. Januar 2025 16:00 Uhr | Metz Handball          | 27:24   | CSM Bukarest         | Palais omnisports Les Arènes, Metz Zuschauer: 5005 Schiedsrichter: Lidacka, Lesiak |
| 12. Januar 2025 16:00 Uhr | meiste Tore: Bouktit 7 | (13:12) | meiste Tore: Neagu 6 | Palais omnisports Les Arènes, Metz Zuschauer: 5005 Schiedsrichter: Lidacka, Lesiak |
| 12. Januar 2025 16:00 Uhr | Spielbericht           |         |                      | Palais omnisports Les Arènes, Metz Zuschauer: 5005 Schiedsrichter: Lidacka, Lesiak |

| 18. Januar 2025 16:00 Uhr | FTC-Rail Cargo Hungaria              | 23:26   | Metz Handball        | Érd Aréna, Érd Zuschauer: 2200 Schiedsrichter: Xhema, Jahja |
| 18. Januar 2025 16:00 Uhr | meiste Tore: Malestein, Klujber je 6 | (11:13) | meiste Tore: Vámos 8 | Érd Aréna, Érd Zuschauer: 2200 Schiedsrichter: Xhema, Jahja |
| 18. Januar 2025 16:00 Uhr | Spielbericht                         |         |                      | Érd Aréna, Érd Zuschauer: 2200 Schiedsrichter: Xhema, Jahja |

| 18. Januar 2025 16:00 Uhr | CSM Bukarest          | 36:23  | Rokometni Klub Krim    | Sala Polivalenta Ioan Kunst Ghermănescu, Bukarest Zuschauer: 4100 Schiedsrichter: R. Thiyagarajah, S. Thiyagarajah |
| 18. Januar 2025 16:00 Uhr | meiste Tore: Neagu 11 | (17:8) | meiste Tore: Horacek 7 | Sala Polivalenta Ioan Kunst Ghermănescu, Bukarest Zuschauer: 4100 Schiedsrichter: R. Thiyagarajah, S. Thiyagarajah |
| 18. Januar 2025 16:00 Uhr | Spielbericht          |        |                        | Sala Polivalenta Ioan Kunst Ghermănescu, Bukarest Zuschauer: 4100 Schiedsrichter: R. Thiyagarajah, S. Thiyagarajah |

| 18. Januar 2025 18:00 Uhr | ŽRK Podravka Koprivnica | 26:27   | CS Gloria Bistrița-Năsăud                             | Gimnazija Fran Galović, Koprivnica Zuschauer: 1800 Schiedsrichter: Ilieva, Karbeska |
| 18. Januar 2025 18:00 Uhr | meiste Tore: Mamić 8    | (15:15) | meiste Tore: So Delgado Pinto, Mbengue Rodríguez je 7 | Gimnazija Fran Galović, Koprivnica Zuschauer: 1800 Schiedsrichter: Ilieva, Karbeska |
| 18. Januar 2025 18:00 Uhr | Spielbericht            |         |                                                       | Gimnazija Fran Galović, Koprivnica Zuschauer: 1800 Schiedsrichter: Ilieva, Karbeska |

| 19. Januar 2025 14:00 Uhr | Storhamar Håndball  | 22:22  | Nykøbing Falster Håndboldklub | OBOS Arena, Hamar Zuschauer: 927 Schiedsrichter: Barysas, Petrušis |
| 19. Januar 2025 14:00 Uhr | meiste Tore: Venn 5 | (12:9) | meiste Tore: Bardrum 7        | OBOS Arena, Hamar Zuschauer: 927 Schiedsrichter: Barysas, Petrušis |
| 19. Januar 2025 14:00 Uhr | Spielbericht        |        |                               | OBOS Arena, Hamar Zuschauer: 927 Schiedsrichter: Barysas, Petrušis |

| 25. Januar 2025 16:00 Uhr | CS Gloria Bistrița-Năsăud | 23:26   | FTC-Rail Cargo Hungaria  | TeraPlast Arena, Bistrița Zuschauer: 2810 Schiedsrichter: Brkic, Jusufhodzic |
| 25. Januar 2025 16:00 Uhr | meiste Tore: Bazaliu 11   | (11:12) | meiste Tore: Malestein 6 | TeraPlast Arena, Bistrița Zuschauer: 2810 Schiedsrichter: Brkic, Jusufhodzic |
| 25. Januar 2025 16:00 Uhr | Spielbericht              |         |                          | TeraPlast Arena, Bistrița Zuschauer: 2810 Schiedsrichter: Brkic, Jusufhodzic |

| 25. Januar 2025 16:00 Uhr | ŽRK Podravka Koprivnica | 26:28  | Metz Handball                    | Gimnazija Fran Galović, Koprivnica Zuschauer: 1800 Schiedsrichter: Doychinow, Goretsow |
| 25. Januar 2025 16:00 Uhr | meiste Tore: Mamić 5    | (9:14) | meiste Tore: Granier, Vámos je 6 | Gimnazija Fran Galović, Koprivnica Zuschauer: 1800 Schiedsrichter: Doychinow, Goretsow |
| 25. Januar 2025 16:00 Uhr | Spielbericht            |        |                                  | Gimnazija Fran Galović, Koprivnica Zuschauer: 1800 Schiedsrichter: Doychinow, Goretsow |

| 26. Januar 2025 14:00 Uhr | Nykøbing Falster Håndboldklub              | 27:29   | CSM Bukarest         | Spar Nord BOXEN, Nykøbing Falster Zuschauer: 2075 Schiedsrichter: Balvan, Praštalo |
| 26. Januar 2025 14:00 Uhr | meiste Tore: Vestergaard, von Pereira je 5 | (10:15) | meiste Tore: Neagu 7 | Spar Nord BOXEN, Nykøbing Falster Zuschauer: 2075 Schiedsrichter: Balvan, Praštalo |
| 26. Januar 2025 14:00 Uhr | Spielbericht                               |         |                      | Spar Nord BOXEN, Nykøbing Falster Zuschauer: 2075 Schiedsrichter: Balvan, Praštalo |

| 26. Januar 2025 14:00 Uhr | Storhamar Håndball                    | 29:28   | Rokometni Klub Krim | OBOS Arena, Hamar Zuschauer: 830 Schiedsrichter: Kull, Tint |
| 26. Januar 2025 14:00 Uhr | meiste Tore: Rivas Toft, Obaidli je 7 | (14:11) | meiste Tore: Gros 7 | OBOS Arena, Hamar Zuschauer: 830 Schiedsrichter: Kull, Tint |
| 26. Januar 2025 14:00 Uhr | Spielbericht                          |         |                     | OBOS Arena, Hamar Zuschauer: 830 Schiedsrichter: Kull, Tint |

| 8. Februar 2025 16:00 Uhr | FTC-Rail Cargo Hungaria          | 26:25   | Storhamar Håndball     | Érd Aréna, Érd Zuschauer: 2100 Schiedsrichter: Pobedryna, Duplyj |
| 8. Februar 2025 16:00 Uhr | meiste Tore: 4 Spielerinnen je 4 | (16:10) | meiste Tore: Obaidli 9 | Érd Aréna, Érd Zuschauer: 2100 Schiedsrichter: Pobedryna, Duplyj |
| 8. Februar 2025 16:00 Uhr | Spielbericht                     |         |                        | Érd Aréna, Érd Zuschauer: 2100 Schiedsrichter: Pobedryna, Duplyj |

| 8. Februar 2025 18:00 Uhr | Metz Handball          | 30:22   | Nykøbing Falster Håndboldklub | Palais omnisports Les Arènes, Metz Zuschauer: 3717 Schiedsrichter: Ilieva, Karbeska |
| 8. Februar 2025 18:00 Uhr | meiste Tore: Bouktit 9 | (16:13) | meiste Tore: Bardrum 5        | Palais omnisports Les Arènes, Metz Zuschauer: 3717 Schiedsrichter: Ilieva, Karbeska |
| 8. Februar 2025 18:00 Uhr | Spielbericht           |         |                               | Palais omnisports Les Arènes, Metz Zuschauer: 3717 Schiedsrichter: Ilieva, Karbeska |

| 8. Februar 2025 18:00 Uhr | Rokometni Klub Krim     | 28:25   | CS Gloria Bistrița-Năsăud | Arena Stožice, Ljubljana Zuschauer: 4211 Schiedsrichter: Cipov, Klus |
| 8. Februar 2025 18:00 Uhr | meiste Tore: Horacek 10 | (12:13) | meiste Tore: Nocuń 7      | Arena Stožice, Ljubljana Zuschauer: 4211 Schiedsrichter: Cipov, Klus |
| 8. Februar 2025 18:00 Uhr | Spielbericht            |         |                           | Arena Stožice, Ljubljana Zuschauer: 4211 Schiedsrichter: Cipov, Klus |

| 9. Februar 2025 16:00 Uhr | CSM Bukarest         | 31:30   | ŽRK Podravka Koprivnica              | Sala Polivalenta Ioan Kunst Ghermănescu, Bukarest Zuschauer: 4500 Schiedsrichter: Altmár, Horváth |
| 9. Februar 2025 16:00 Uhr | meiste Tore: Neagu 8 | (16:16) | meiste Tore: Pandza, Pletikosić je 5 | Sala Polivalenta Ioan Kunst Ghermănescu, Bukarest Zuschauer: 4500 Schiedsrichter: Altmár, Horváth |
| 9. Februar 2025 16:00 Uhr | Spielbericht         |         |                                      | Sala Polivalenta Ioan Kunst Ghermănescu, Bukarest Zuschauer: 4500 Schiedsrichter: Altmár, Horváth |

| 15. Februar 2025 16:00 Uhr | ŽRK Podravka Koprivnica | 29:30   | FTC-Rail Cargo Hungaria  | Gimnazija Fran Galović, Koprivnica Zuschauer: 2000 Schiedsrichter: Balvan, Praštalo |
| 15. Februar 2025 16:00 Uhr | meiste Tore: Barišić 7  | (18:14) | meiste Tore: Malestein 6 | Gimnazija Fran Galović, Koprivnica Zuschauer: 2000 Schiedsrichter: Balvan, Praštalo |
| 15. Februar 2025 16:00 Uhr | Spielbericht            |         |                          | Gimnazija Fran Galović, Koprivnica Zuschauer: 2000 Schiedsrichter: Balvan, Praštalo |

| 15. Februar 2025 16:00 Uhr | CS Gloria Bistrița-Năsăud       | 28:34   | Metz Handball          | TeraPlast Arena, Bistrița Zuschauer: 2652 Schiedsrichter: Panayides, Andreou |
| 15. Februar 2025 16:00 Uhr | meiste Tore: So Delgado Pinto 7 | (12:18) | meiste Tore: Bouktit 7 | TeraPlast Arena, Bistrița Zuschauer: 2652 Schiedsrichter: Panayides, Andreou |
| 15. Februar 2025 16:00 Uhr | Spielbericht                    |         |                        | TeraPlast Arena, Bistrița Zuschauer: 2652 Schiedsrichter: Panayides, Andreou |

| 15. Februar 2025 16:00 Uhr | Nykøbing Falster Håndboldklub | 30:30   | Rokometni Klub Krim | Spar Nord BOXEN, Nykøbing Falster Zuschauer: 1429 Schiedsrichter: Vujačić, Kažanegra |
| 15. Februar 2025 16:00 Uhr | meiste Tore: Bardrum 9        | (14:19) | meiste Tore: Gros 8 | Spar Nord BOXEN, Nykøbing Falster Zuschauer: 1429 Schiedsrichter: Vujačić, Kažanegra |
| 15. Februar 2025 16:00 Uhr | Spielbericht                  |         |                     | Spar Nord BOXEN, Nykøbing Falster Zuschauer: 1429 Schiedsrichter: Vujačić, Kažanegra |

| 16. Februar 2025 14:00 Uhr | Storhamar Håndball                    | 21:32   | CSM Bukarest           | OBOS Arena, Hamar Zuschauer: 1227 Schiedsrichter: Şimşek, Ünlü Hatipoğlu |
| 16. Februar 2025 14:00 Uhr | meiste Tore: Rivas Toft, Obaidli je 4 | (11:14) | meiste Tore: Pintea 10 | OBOS Arena, Hamar Zuschauer: 1227 Schiedsrichter: Şimşek, Ünlü Hatipoğlu |
| 16. Februar 2025 14:00 Uhr | Spielbericht                          |         |                        | OBOS Arena, Hamar Zuschauer: 1227 Schiedsrichter: Şimşek, Ünlü Hatipoğlu |

| 22. Februar 2025 16:00 Uhr | Nykøbing Falster Håndboldklub | 27:34   | FTC-Rail Cargo Hungaria  | Spar Nord BOXEN, Nykøbing Falster Zuschauer: 1734 Schiedsrichter: Sando Kovačević, Jakovljević |
| 22. Februar 2025 16:00 Uhr | meiste Tore: Obaidli 7        | (15:18) | meiste Tore: Malestein 9 | Spar Nord BOXEN, Nykøbing Falster Zuschauer: 1734 Schiedsrichter: Sando Kovačević, Jakovljević |
| 22. Februar 2025 16:00 Uhr | Spielbericht                  |         |                          | Spar Nord BOXEN, Nykøbing Falster Zuschauer: 1734 Schiedsrichter: Sando Kovačević, Jakovljević |

| 22. Februar 2025 16:00 Uhr | CSM Bukarest          | 32:23   | CS Gloria Bistrița-Năsăud        | Sala Polivalenta Ioan Kunst Ghermănescu, Bukarest Zuschauer: 4400 Schiedsrichter: Pobedryna, Duplyj |
| 22. Februar 2025 16:00 Uhr | meiste Tore: Pintea 8 | (17:10) | meiste Tore: Mbengue Rodríguez 5 | Sala Polivalenta Ioan Kunst Ghermănescu, Bukarest Zuschauer: 4400 Schiedsrichter: Pobedryna, Duplyj |
| 22. Februar 2025 16:00 Uhr | Spielbericht          |         |                                  | Sala Polivalenta Ioan Kunst Ghermănescu, Bukarest Zuschauer: 4400 Schiedsrichter: Pobedryna, Duplyj |

| 22. Februar 2025 18:00 Uhr | Metz Handball          | 24:20   | Storhamar Håndball        | Palais omnisports Les Arènes, Metz Zuschauer: 4228 Schiedsrichter: Metalari, Nikolovski |
| 22. Februar 2025 18:00 Uhr | meiste Tore: Mlamali 7 | (14:11) | meiste Tore: Rivas Toft 7 | Palais omnisports Les Arènes, Metz Zuschauer: 4228 Schiedsrichter: Metalari, Nikolovski |
| 22. Februar 2025 18:00 Uhr | Spielbericht           |         |                           | Palais omnisports Les Arènes, Metz Zuschauer: 4228 Schiedsrichter: Metalari, Nikolovski |

| 22. Februar 2025 18:00 Uhr | Rokometni Klub Krim      | 30:29   | ŽRK Podravka Koprivnica   | Arena Stožice, Ljubljana Zuschauer: 3260 Schiedsrichter: Xhema, Jahja |
| 22. Februar 2025 18:00 Uhr | meiste Tore: Radičević 9 | (11:12) | meiste Tore: Pletikosić 7 | Arena Stožice, Ljubljana Zuschauer: 3260 Schiedsrichter: Xhema, Jahja |
| 22. Februar 2025 18:00 Uhr | Spielbericht             |         |                           | Arena Stožice, Ljubljana Zuschauer: 3260 Schiedsrichter: Xhema, Jahja |

### Gruppe B
| Pl. | Land                       | Sp. | S  | U | N  | Tore      | Diff. | Punkte  |
| --- | -------------------------- | --- | -- | - | -- | --------- | ----- | ------- |
| 1.  | Győri ETO KC               | 14  | 12 | 1 | 1  | 0397:3330 | +64   | 025:30  |
| 2.  | Team Esbjerg               | 14  | 10 | 1 | 3  | 0414:3600 | +54   | 021:70  |
| 3.  | Odense Håndbold            | 14  | 10 | 0 | 4  | 0434:3760 | +58   | 020:80  |
| 4.  | Brest Bretagne Handball    | 14  | 7  | 1 | 6  | 0414:3830 | +31   | 015:130 |
| 5.  | HB Ludwigsburg             | 14  | 6  | 1 | 7  | 0391:4110 | −20   | 013:150 |
| 6.  | Vipers Kristiansand Anm. 1 | 14  | 3  | 1 | 10 | 0245:2960 | −51   | 07:210  |
| 7.  | Rapid Bukarest             | 14  | 2  | 2 | 10 | 0350:4120 | −62   | 06:220  |
| 8.  | ŽRK Budućnost Podgorica    | 14  | 1  | 3 | 10 | 0324:3980 | −74   | 05:230  |

| 7. September 2024 18:00 Uhr | Győri ETO KC             | 28:26   | Team Esbjerg            | Audi Arena, Győr Zuschauer: 4492 Schiedsrichter: A. Covalciuc, I. Covalciuc |
| 7. September 2024 18:00 Uhr | meiste Tore: Housheer 11 | (16:12) | meiste Tore: Reistad 15 | Audi Arena, Győr Zuschauer: 4492 Schiedsrichter: A. Covalciuc, I. Covalciuc |
| 7. September 2024 18:00 Uhr | Spielbericht             |         |                         | Audi Arena, Győr Zuschauer: 4492 Schiedsrichter: A. Covalciuc, I. Covalciuc |

| 7. September 2024 18:00 Uhr | Brest Bretagne Handball | 30:27   | Vipers Kristiansand    | Brest Arena, Brest Zuschauer: 3173 Schiedsrichter: Backović, Palačković |
| 7. September 2024 18:00 Uhr | meiste Tore: Mairot 5   | (13:10) | meiste Tore: Abbingh 7 | Brest Arena, Brest Zuschauer: 3173 Schiedsrichter: Backović, Palačković |
| 7. September 2024 18:00 Uhr | Spielbericht            |         |                        | Brest Arena, Brest Zuschauer: 3173 Schiedsrichter: Backović, Palačković |

| 8. September 2024 16:00 Uhr | Rapid Bukarest            | 32:27   | ŽRK Budućnost Podgorica  | Sala Polivalenta Ioan Kunst Ghermănescu, Bukarest Zuschauer: 4150 Schiedsrichter: Doychinow, Goretsow |
| 8. September 2024 16:00 Uhr | meiste Tore: Janjušević 8 | (15:15) | meiste Tore: Pavićević 7 | Sala Polivalenta Ioan Kunst Ghermănescu, Bukarest Zuschauer: 4150 Schiedsrichter: Doychinow, Goretsow |
| 8. September 2024 16:00 Uhr | Spielbericht              |         |                          | Sala Polivalenta Ioan Kunst Ghermănescu, Bukarest Zuschauer: 4150 Schiedsrichter: Doychinow, Goretsow |

| 8. September 2024 16:00 Uhr | Odense Håndbold        | 28:22   | HB Ludwigsburg         | Sydbank Arena, Odense Zuschauer: 1905 Schiedsrichter: Altmár, Horváth |
| 8. September 2024 16:00 Uhr | meiste Tore: Højlund 5 | (13:10) | meiste Tore: Behrend 6 | Sydbank Arena, Odense Zuschauer: 1905 Schiedsrichter: Altmár, Horváth |
| 8. September 2024 16:00 Uhr | Spielbericht           |         |                        | Sydbank Arena, Odense Zuschauer: 1905 Schiedsrichter: Altmár, Horváth |

| 14. September 2024 16:00 Uhr | Vipers Kristiansand    | 30:30   | Rapid Bukarest         | Aquarama Kristiansand, Kristiansand Zuschauer: 1102 Schiedsrichter: Budzák, Záhradník |
| 14. September 2024 16:00 Uhr | meiste Tore: Abbingh 7 | (16:16) | meiste Tore: Kassoma 6 | Aquarama Kristiansand, Kristiansand Zuschauer: 1102 Schiedsrichter: Budzák, Záhradník |
| 14. September 2024 16:00 Uhr | Spielbericht           |         |                        | Aquarama Kristiansand, Kristiansand Zuschauer: 1102 Schiedsrichter: Budzák, Záhradník |

| 15. September 2024 14:00 Uhr | HB Ludwigsburg          | 26:31   | Győri ETO KC                                     | MHPArena, Ludwigsburg Zuschauer: 2471 Schiedsrichter: Balvan, Praštalo |
| 15. September 2024 14:00 Uhr | meiste Tore: Leuchter 6 | (16:18) | meiste Tore: Jørgensen, Nze Minko, Housheer je 5 | MHPArena, Ludwigsburg Zuschauer: 2471 Schiedsrichter: Balvan, Praštalo |
| 15. September 2024 14:00 Uhr | Spielbericht            |         |                                                  | MHPArena, Ludwigsburg Zuschauer: 2471 Schiedsrichter: Balvan, Praštalo |

| 15. September 2024 14:00 Uhr | ŽRK Budućnost Podgorica | 22:35   | Brest Bretagne Handball   | Sportski centar Morača, Podgorica Zuschauer: 1500 Schiedsrichter: Weijmans, Wolbertus |
| 15. September 2024 14:00 Uhr | meiste Tore: Vukčević 8 | (10:16) | meiste Tore: Wjachirewa 5 | Sportski centar Morača, Podgorica Zuschauer: 1500 Schiedsrichter: Weijmans, Wolbertus |
| 15. September 2024 14:00 Uhr | Spielbericht            |         |                           | Sportski centar Morača, Podgorica Zuschauer: 1500 Schiedsrichter: Weijmans, Wolbertus |

| 15. September 2024 16:00 Uhr | Team Esbjerg            | 39:30   | Odense Håndbold     | Blue Water Dokken, Esbjerg Zuschauer: 2380 Schiedsrichter: Braseth, Sundet |
| 15. September 2024 16:00 Uhr | meiste Tore: Reistad 10 | (22:14) | meiste Tore: Aune 5 | Blue Water Dokken, Esbjerg Zuschauer: 2380 Schiedsrichter: Braseth, Sundet |
| 15. September 2024 16:00 Uhr | Spielbericht            |         |                     | Blue Water Dokken, Esbjerg Zuschauer: 2380 Schiedsrichter: Braseth, Sundet |

| 21. September 2024 16:00 Uhr | Odense Håndbold      | 31:29   | ŽRK Budućnost Podgorica | Sydbank Arena, Odense Zuschauer: 1870 Schiedsrichter: Lidacka, Lesiak |
| 21. September 2024 16:00 Uhr | meiste Tore: Deila 9 | (13:12) | meiste Tore: Vukčević 9 | Sydbank Arena, Odense Zuschauer: 1870 Schiedsrichter: Lidacka, Lesiak |
| 21. September 2024 16:00 Uhr | Spielbericht         |         |                         | Sydbank Arena, Odense Zuschauer: 1870 Schiedsrichter: Lidacka, Lesiak |

| 21. September 2024 18:00 Uhr | Győri ETO KC          | 27:22  | Vipers Kristiansand      | Audi Arena, Győr Zuschauer: 4693 Schiedsrichter: Barysas, Petrušis |
| 21. September 2024 18:00 Uhr | meiste Tore: Hovden 6 | (14:9) | meiste Tore: Strömberg 5 | Audi Arena, Győr Zuschauer: 4693 Schiedsrichter: Barysas, Petrušis |
| 21. September 2024 18:00 Uhr | Spielbericht          |        |                          | Audi Arena, Győr Zuschauer: 4693 Schiedsrichter: Barysas, Petrušis |

| 21. September 2024 18:00 Uhr | Brest Bretagne Handball | 33:32   | Team Esbjerg          | Brest Arena, Brest Schiedsrichter: Álvarez Mata, Bustamante López |
| 21. September 2024 18:00 Uhr | meiste Tore: Faure 6    | (16:19) | meiste Tore: Møller 8 | Brest Arena, Brest Schiedsrichter: Álvarez Mata, Bustamante López |
| 21. September 2024 18:00 Uhr | Spielbericht            |         |                       | Brest Arena, Brest Schiedsrichter: Álvarez Mata, Bustamante López |

| 22. September 2024 16:00 Uhr | Rapid Bukarest            | 29:37   | HB Ludwigsburg          | Sala Polivalenta Ioan Kunst Ghermănescu, Bukarest Zuschauer: 3500 Schiedsrichter: Braseth, Sundet |
| 22. September 2024 16:00 Uhr | meiste Tore: Janjušević 8 | (11:19) | meiste Tore: Faluvégi 8 | Sala Polivalenta Ioan Kunst Ghermănescu, Bukarest Zuschauer: 3500 Schiedsrichter: Braseth, Sundet |
| 22. September 2024 16:00 Uhr | Spielbericht              |         |                         | Sala Polivalenta Ioan Kunst Ghermănescu, Bukarest Zuschauer: 3500 Schiedsrichter: Braseth, Sundet |

| 5. Oktober 2024 16:00 Uhr | Vipers Kristiansand              | 26:24   | Odense Håndbold        | Aquarama Kristiansand, Kristiansand Zuschauer: 1551 Schiedsrichter: Lovin, Stancu |
| 5. Oktober 2024 16:00 Uhr | meiste Tore: 4 Spielerinnen je 5 | (12:11) | meiste Tore: Højlund 7 | Aquarama Kristiansand, Kristiansand Zuschauer: 1551 Schiedsrichter: Lovin, Stancu |
| 5. Oktober 2024 16:00 Uhr | Spielbericht                     |         |                        | Aquarama Kristiansand, Kristiansand Zuschauer: 1551 Schiedsrichter: Lovin, Stancu |

| 6. Oktober 2024 14:00 Uhr | Team Esbjerg           | 39:32   | Rapid Bukarest            | Blue Water Dokken, Esbjerg Zuschauer: 2378 Schiedsrichter: Carmaux, Mursch |
| 6. Oktober 2024 14:00 Uhr | meiste Tore: Reistad 9 | (18:15) | meiste Tore: Janjušević 9 | Blue Water Dokken, Esbjerg Zuschauer: 2378 Schiedsrichter: Carmaux, Mursch |
| 6. Oktober 2024 14:00 Uhr | Spielbericht           |         |                           | Blue Water Dokken, Esbjerg Zuschauer: 2378 Schiedsrichter: Carmaux, Mursch |

| 6. Oktober 2024 14:00 Uhr | HB Ludwigsburg          | 26:33   | Brest Bretagne Handball | MHPArena, Ludwigsburg Zuschauer: 1618 Schiedsrichter: Merisi, Pepe |
| 6. Oktober 2024 14:00 Uhr | meiste Tore: Nestaker 7 | (12:14) | meiste Tore: Mairot 8   | MHPArena, Ludwigsburg Zuschauer: 1618 Schiedsrichter: Merisi, Pepe |
| 6. Oktober 2024 14:00 Uhr | Spielbericht            |         |                         | MHPArena, Ludwigsburg Zuschauer: 1618 Schiedsrichter: Merisi, Pepe |

| 6. Oktober 2024 16:00 Uhr | ŽRK Budućnost Podgorica   | 23:23   | Győri ETO KC            | Sportski centar Morača, Podgorica Zuschauer: 1560 Schiedsrichter: Vranes, Wenninger |
| 6. Oktober 2024 16:00 Uhr | meiste Tore: Despotović 7 | (10:11) | meiste Tore: Housheer 5 | Sportski centar Morača, Podgorica Zuschauer: 1560 Schiedsrichter: Vranes, Wenninger |
| 6. Oktober 2024 16:00 Uhr | Spielbericht              |         |                         | Sportski centar Morača, Podgorica Zuschauer: 1560 Schiedsrichter: Vranes, Wenninger |

| 13. Oktober 2024 14:00 Uhr | Team Esbjerg            | 30:29   | Vipers Kristiansand    | Blue Water Dokken, Esbjerg Zuschauer: 2306 Schiedsrichter: Ilieva, Karbeska |
| 13. Oktober 2024 14:00 Uhr | meiste Tore: Reistad 12 | (15:13) | meiste Tore: Roberts 7 | Blue Water Dokken, Esbjerg Zuschauer: 2306 Schiedsrichter: Ilieva, Karbeska |
| 13. Oktober 2024 14:00 Uhr | Spielbericht            |         |                        | Blue Water Dokken, Esbjerg Zuschauer: 2306 Schiedsrichter: Ilieva, Karbeska |

| 13. Oktober 2024 14:00 Uhr | ŽRK Budućnost Podgorica | 25:36   | HB Ludwigsburg          | Sportski centar Morača, Podgorica Zuschauer: 1000 Schiedsrichter: Backović, Palačković |
| 13. Oktober 2024 14:00 Uhr | meiste Tore: Vukčević 8 | (14:17) | meiste Tore: Thomaier 7 | Sportski centar Morača, Podgorica Zuschauer: 1000 Schiedsrichter: Backović, Palačković |
| 13. Oktober 2024 14:00 Uhr | Spielbericht            |         |                         | Sportski centar Morača, Podgorica Zuschauer: 1000 Schiedsrichter: Backović, Palačković |

| 13. Oktober 2024 16:00 Uhr | Brest Bretagne Handball | 34:35   | Győri ETO KC             | Brest Arena, Brest Zuschauer: 4327 Schiedsrichter: Hansen, Jensen |
| 13. Oktober 2024 16:00 Uhr | meiste Tore: Mairot 12  | (17:20) | meiste Tore: Nze Minko 9 | Brest Arena, Brest Zuschauer: 4327 Schiedsrichter: Hansen, Jensen |
| 13. Oktober 2024 16:00 Uhr | Spielbericht            |         |                          | Brest Arena, Brest Zuschauer: 4327 Schiedsrichter: Hansen, Jensen |

| 13. Oktober 2024 16:00 Uhr | Odense Håndbold       | 32:24   | Rapid Bukarest            | Sydbank Arena, Odense Zuschauer: 2246 Schiedsrichter: Weijmans, Wolbertus |
| 13. Oktober 2024 16:00 Uhr | meiste Tore: Hansen 9 | (14:12) | meiste Tore: Janjušević 7 | Sydbank Arena, Odense Zuschauer: 2246 Schiedsrichter: Weijmans, Wolbertus |
| 13. Oktober 2024 16:00 Uhr | Spielbericht          |         |                           | Sydbank Arena, Odense Zuschauer: 2246 Schiedsrichter: Weijmans, Wolbertus |

| 19. Oktober 2024 16:00 Uhr | Rapid Bukarest                            | 31:34   | Brest Bretagne Handball    | Sala Polivalenta Ioan Kunst Ghermănescu, Bukarest Zuschauer: 1500 Schiedsrichter: Balvan, Praštalo |
| 19. Oktober 2024 16:00 Uhr | meiste Tore: Kassoma, Korsós, Polman je 6 | (14:14) | meiste Tore: Wjachirewa 11 | Sala Polivalenta Ioan Kunst Ghermănescu, Bukarest Zuschauer: 1500 Schiedsrichter: Balvan, Praštalo |
| 19. Oktober 2024 16:00 Uhr | Spielbericht                              |         |                            | Sala Polivalenta Ioan Kunst Ghermănescu, Bukarest Zuschauer: 1500 Schiedsrichter: Balvan, Praštalo |

| 19. Oktober 2024 18:00 Uhr | Vipers Kristiansand                | 32:23   | ŽRK Budućnost Podgorica          | Aquarama Kristiansand, Kristiansand Zuschauer: 1801 Schiedsrichter: Pobedryna, Duplyj |
| 19. Oktober 2024 18:00 Uhr | meiste Tore: Freriks, Abbingh je 5 | (15:14) | meiste Tore: 4 Spielerinnen je 4 | Aquarama Kristiansand, Kristiansand Zuschauer: 1801 Schiedsrichter: Pobedryna, Duplyj |
| 19. Oktober 2024 18:00 Uhr | Spielbericht                       |         |                                  | Aquarama Kristiansand, Kristiansand Zuschauer: 1801 Schiedsrichter: Pobedryna, Duplyj |

| 19. Oktober 2024 18:00 Uhr | Győri ETO KC            | 28:35   | Odense Håndbold      | Audi Arena, Győr Zuschauer: 4529 Schiedsrichter: Antić, Jakovljević |
| 19. Oktober 2024 18:00 Uhr | meiste Tore: Housheer 9 | (16:18) | meiste Tore: Elver 7 | Audi Arena, Győr Zuschauer: 4529 Schiedsrichter: Antić, Jakovljević |
| 19. Oktober 2024 18:00 Uhr | Spielbericht            |         |                      | Audi Arena, Győr Zuschauer: 4529 Schiedsrichter: Antić, Jakovljević |

| 20. Oktober 2024 16:00 Uhr | HB Ludwigsburg          | 31:36   | Team Esbjerg            | MHPArena, Ludwigsburg Zuschauer: 1267 Schiedsrichter: Xhema, Jahja |
| 20. Oktober 2024 16:00 Uhr | meiste Tore: Thomaier 6 | (16:18) | meiste Tore: Reistad 11 | MHPArena, Ludwigsburg Zuschauer: 1267 Schiedsrichter: Xhema, Jahja |
| 20. Oktober 2024 16:00 Uhr | Spielbericht            |         |                         | MHPArena, Ludwigsburg Zuschauer: 1267 Schiedsrichter: Xhema, Jahja |

| 9. November 2024 18:00 Uhr | ŽRK Budućnost Podgorica | 23:27  | Team Esbjerg           | Sportski centar Morača, Podgorica Zuschauer: 500 Schiedsrichter: Altmár, Horváth |
| 9. November 2024 18:00 Uhr | meiste Tore: Vukčević 7 | (9:16) | meiste Tore: Reistad 9 | Sportski centar Morača, Podgorica Zuschauer: 500 Schiedsrichter: Altmár, Horváth |
| 9. November 2024 18:00 Uhr | Spielbericht            |        |                        | Sportski centar Morača, Podgorica Zuschauer: 500 Schiedsrichter: Altmár, Horváth |

| 9. November 2024 18:00 Uhr | Győri ETO KC            | 31:20   | Rapid Bukarest         | Audi Arena, Győr Zuschauer: 4681 Schiedsrichter: Pobedryna, Duplyj |
| 9. November 2024 18:00 Uhr | meiste Tore: Housheer 6 | (16:11) | meiste Tore: Kassoma 5 | Audi Arena, Győr Zuschauer: 4681 Schiedsrichter: Pobedryna, Duplyj |
| 9. November 2024 18:00 Uhr | Spielbericht            |         |                        | Audi Arena, Győr Zuschauer: 4681 Schiedsrichter: Pobedryna, Duplyj |

| 10. November 2024 14:00 Uhr | Vipers Kristiansand  | 30:23   | HB Ludwigsburg          | Aquarama Kristiansand, Kristiansand Zuschauer: 1508 Schiedsrichter: Hansen, Jensen |
| 10. November 2024 14:00 Uhr | meiste Tore: Høve 10 | (16:11) | meiste Tore: Leuchter 5 | Aquarama Kristiansand, Kristiansand Zuschauer: 1508 Schiedsrichter: Hansen, Jensen |
| 10. November 2024 14:00 Uhr | Spielbericht         |         |                         | Aquarama Kristiansand, Kristiansand Zuschauer: 1508 Schiedsrichter: Hansen, Jensen |

| 10. November 2024 16:00 Uhr | Odense Håndbold        | 36:33   | Brest Bretagne Handball | Sydbank Arena, Odense Zuschauer: 2213 Schiedsrichter: Brkic, Jusufhodzic |
| 10. November 2024 16:00 Uhr | meiste Tore: Hansen 11 | (21:18) | meiste Tore: Mairot 9   | Sydbank Arena, Odense Zuschauer: 2213 Schiedsrichter: Brkic, Jusufhodzic |
| 10. November 2024 16:00 Uhr | Spielbericht           |         |                         | Sydbank Arena, Odense Zuschauer: 2213 Schiedsrichter: Brkic, Jusufhodzic |

| 16. November 2024 16:00 Uhr | HB Ludwigsburg          | 33:29   | Vipers Kristiansand | MHPArena, Ludwigsburg Zuschauer: 1859 Schiedsrichter: Weijmans, Wolbertus |
| 16. November 2024 16:00 Uhr | meiste Tore: Leuchter 6 | (18:15) | meiste Tore: Høve 6 | MHPArena, Ludwigsburg Zuschauer: 1859 Schiedsrichter: Weijmans, Wolbertus |
| 16. November 2024 16:00 Uhr | Spielbericht            |         |                     | MHPArena, Ludwigsburg Zuschauer: 1859 Schiedsrichter: Weijmans, Wolbertus |

| 17. November 2024 14:00 Uhr | Team Esbjerg           | 26:19  | ŽRK Budućnost Podgorica    | Blue Water Dokken, Esbjerg Zuschauer: 2380 Schiedsrichter: Merisi, Pepe |
| 17. November 2024 14:00 Uhr | meiste Tore: Solberg 6 | (10:9) | meiste Tore: Radivojević 5 | Blue Water Dokken, Esbjerg Zuschauer: 2380 Schiedsrichter: Merisi, Pepe |
| 17. November 2024 14:00 Uhr | Spielbericht           |        |                            | Blue Water Dokken, Esbjerg Zuschauer: 2380 Schiedsrichter: Merisi, Pepe |

| 17. November 2024 16:00 Uhr | Rapid Bukarest        | 25:28   | Győri ETO KC             | Sala Polivalenta Ioan Kunst Ghermănescu, Bukarest Zuschauer: 2650 Schiedsrichter: Xhema, Jahja |
| 17. November 2024 16:00 Uhr | meiste Tore: Grozav 7 | (11:15) | meiste Tore: Nze Minko 8 | Sala Polivalenta Ioan Kunst Ghermănescu, Bukarest Zuschauer: 2650 Schiedsrichter: Xhema, Jahja |
| 17. November 2024 16:00 Uhr | Spielbericht          |         |                          | Sala Polivalenta Ioan Kunst Ghermănescu, Bukarest Zuschauer: 2650 Schiedsrichter: Xhema, Jahja |

| 17. November 2024 16:00 Uhr | Brest Bretagne Handball | 36:38   | Odense Håndbold                              | Brest Arena, Brest Zuschauer: 4260 Schiedsrichter: Barysas, Petrušis |
| 17. November 2024 16:00 Uhr | meiste Tore: Novak 6    | (17:18) | meiste Tore: Aardahl, Halilcevic, Deila je 6 | Brest Arena, Brest Zuschauer: 4260 Schiedsrichter: Barysas, Petrušis |
| 17. November 2024 16:00 Uhr | Spielbericht            |         |                                              | Brest Arena, Brest Zuschauer: 4260 Schiedsrichter: Barysas, Petrušis |

| 11. Januar 2025 18:00 Uhr | ŽRK Budućnost Podgorica | 26:20  | Vipers Kristiansand    | Sportski centar Morača, Podgorica Zuschauer: 500 Schiedsrichter: D. Lončar, Z. Lončar |
| 11. Januar 2025 18:00 Uhr | meiste Tore: Vukčević 7 | (13:9) | meiste Tore: Abbingh 8 | Sportski centar Morača, Podgorica Zuschauer: 500 Schiedsrichter: D. Lončar, Z. Lončar |
| 11. Januar 2025 18:00 Uhr | Spielbericht            |        |                        | Sportski centar Morača, Podgorica Zuschauer: 500 Schiedsrichter: D. Lončar, Z. Lončar |

| 11. Januar 2025 18:00 Uhr | Brest Bretagne Handball | 33:21  | Rapid Bukarest        | Brest Arena, Brest Zuschauer: 4024 Schiedsrichter: Altmár, Horváth |
| 11. Januar 2025 18:00 Uhr | meiste Tore: Coatanea 8 | (15:9) | meiste Tore: Grozav 5 | Brest Arena, Brest Zuschauer: 4024 Schiedsrichter: Altmár, Horváth |
| 11. Januar 2025 18:00 Uhr | Spielbericht            |        |                       | Brest Arena, Brest Zuschauer: 4024 Schiedsrichter: Altmár, Horváth |

| 12. Januar 2025 14:00 Uhr | Team Esbjerg            | 30:30   | HB Ludwigsburg          | Blue Water Dokken, Esbjerg Zuschauer: 2347 Schiedsrichter: Pobedryna, Duplyj |
| 12. Januar 2025 14:00 Uhr | meiste Tore: Reistad 11 | (12:20) | meiste Tore: Thomaier 5 | Blue Water Dokken, Esbjerg Zuschauer: 2347 Schiedsrichter: Pobedryna, Duplyj |
| 12. Januar 2025 14:00 Uhr | Spielbericht            |         |                         | Blue Water Dokken, Esbjerg Zuschauer: 2347 Schiedsrichter: Pobedryna, Duplyj |

| 12. Januar 2025 16:00 Uhr | Odense Håndbold        | 32:34   | Győri ETO KC            | Sydbank Arena, Odense Schiedsrichter: Merisi, Pepe |
| 12. Januar 2025 16:00 Uhr | meiste Tore: Hansen 12 | (15:18) | meiste Tore: Housheer 8 | Sydbank Arena, Odense Schiedsrichter: Merisi, Pepe |
| 12. Januar 2025 16:00 Uhr | Spielbericht           |         |                         | Sydbank Arena, Odense Schiedsrichter: Merisi, Pepe |

|  | Vipers Kristiansand | 0:10 Anm. 1 | Team Esbjerg |  |
|  |                     |             |              |  |
|  |                     |             |              |  |

| 18. Januar 2025 18:00 Uhr | Győri ETO KC         | 28:27   | Brest Bretagne Handball                 | Audi Arena, Győr Zuschauer: 4889 Schiedsrichter: Vujačić, Kažanegra |
| 18. Januar 2025 18:00 Uhr | meiste Tore: Fodor 6 | (14:13) | meiste Tore: Lassource, Wjachirewa je 7 | Audi Arena, Győr Zuschauer: 4889 Schiedsrichter: Vujačić, Kažanegra |
| 18. Januar 2025 18:00 Uhr | Spielbericht         |         |                                         | Audi Arena, Győr Zuschauer: 4889 Schiedsrichter: Vujačić, Kažanegra |

| 19. Januar 2025 14:00 Uhr | HB Ludwigsburg      | 26:18   | ŽRK Budućnost Podgorica | MHPArena, Ludwigsburg Zuschauer: 1378 Schiedsrichter: Andorka, Hucker |
| 19. Januar 2025 14:00 Uhr | meiste Tore: Döll 6 | (13:10) | meiste Tore: Vukčević 5 | MHPArena, Ludwigsburg Zuschauer: 1378 Schiedsrichter: Andorka, Hucker |
| 19. Januar 2025 14:00 Uhr | Spielbericht        |         |                         | MHPArena, Ludwigsburg Zuschauer: 1378 Schiedsrichter: Andorka, Hucker |

| 19. Januar 2025 16:00 Uhr | Rapid Bukarest         | 25:42   | Odense Håndbold                       | Sala Polivalenta Ioan Kunst Ghermănescu, Bukarest Zuschauer: 1700 Schiedsrichter: Cipov, Klus |
| 19. Januar 2025 16:00 Uhr | meiste Tore: Kassoma 5 | (15:20) | meiste Tore: Halilcevic, Højlund je 6 | Sala Polivalenta Ioan Kunst Ghermănescu, Bukarest Zuschauer: 1700 Schiedsrichter: Cipov, Klus |
| 19. Januar 2025 16:00 Uhr | Spielbericht           |         |                                       | Sala Polivalenta Ioan Kunst Ghermănescu, Bukarest Zuschauer: 1700 Schiedsrichter: Cipov, Klus |

|  | Odense Håndbold | 10:0 Anm. 1 | Vipers Kristiansand |  |
|  |                 |             |                     |  |
|  |                 |             |                     |  |

| 25. Januar 2025 18:00 Uhr | Brest Bretagne Handball | 26:28   | HB Ludwigsburg          | Audi Arena, Győr Zuschauer: 4228 Schiedsrichter: Antić, Jakovljević |
| 25. Januar 2025 18:00 Uhr | meiste Tore: Faure 5    | (13:15) | meiste Tore: Nestaker 8 | Audi Arena, Győr Zuschauer: 4228 Schiedsrichter: Antić, Jakovljević |
| 25. Januar 2025 18:00 Uhr | Spielbericht            |         |                         | Audi Arena, Győr Zuschauer: 4228 Schiedsrichter: Antić, Jakovljević |

| 25. Januar 2025 18:00 Uhr | Győri ETO KC            | 33:21   | ŽRK Budućnost Podgorica              | Audi Arena, Győr Zuschauer: 4277 Schiedsrichter: Şimşek, Ünlü Hatipoğlu |
| 25. Januar 2025 18:00 Uhr | meiste Tore: de Paula 7 | (18:12) | meiste Tore: Vukčević, Ivanović je 4 | Audi Arena, Győr Zuschauer: 4277 Schiedsrichter: Şimşek, Ünlü Hatipoğlu |
| 25. Januar 2025 18:00 Uhr | Spielbericht            |         |                                      | Audi Arena, Győr Zuschauer: 4277 Schiedsrichter: Şimşek, Ünlü Hatipoğlu |

| 26. Januar 2025 16:00 Uhr | Rapid Bukarest         | 26:28   | Team Esbjerg           | Sala Polivalenta Ioan Kunst Ghermănescu, Bukarest Zuschauer: 2000 Schiedsrichter: Arnautović, Jović |
| 26. Januar 2025 16:00 Uhr | meiste Tore: Kouyaté 5 | (11:12) | meiste Tore: Reistad 8 | Sala Polivalenta Ioan Kunst Ghermănescu, Bukarest Zuschauer: 2000 Schiedsrichter: Arnautović, Jović |
| 26. Januar 2025 16:00 Uhr | Spielbericht           |         |                        | Sala Polivalenta Ioan Kunst Ghermănescu, Bukarest Zuschauer: 2000 Schiedsrichter: Arnautović, Jović |

|  | Vipers Kristiansand | 0:10 Anm. 1 | Győri ETO KC |  |
|  |                     |             |              |  |
|  |                     |             |              |  |

| 8. Februar 2025 16:00 Uhr | ŽRK Budućnost Podgorica     | 24:33   | Odense Håndbold        | Sportski centar Morača, Podgorica Zuschauer: 500 Schiedsrichter: Xhema, Jahja |
| 8. Februar 2025 16:00 Uhr | meiste Tore: Radivojević 10 | (13:18) | meiste Tore: Aardahl 6 | Sportski centar Morača, Podgorica Zuschauer: 500 Schiedsrichter: Xhema, Jahja |
| 8. Februar 2025 16:00 Uhr | Spielbericht                |         |                        | Sportski centar Morača, Podgorica Zuschauer: 500 Schiedsrichter: Xhema, Jahja |

| 9. Februar 2025 14:00 Uhr | HB Ludwigsburg       | 30:24   | Rapid Bukarest         | MHPArena, Ludwigsburg Zuschauer: 1562 Schiedsrichter: Lidacka, Lesiak |
| 9. Februar 2025 14:00 Uhr | meiste Tore: Smits 7 | (17:14) | meiste Tore: Kassoma 6 | MHPArena, Ludwigsburg Zuschauer: 1562 Schiedsrichter: Lidacka, Lesiak |
| 9. Februar 2025 14:00 Uhr | Spielbericht         |         |                        | MHPArena, Ludwigsburg Zuschauer: 1562 Schiedsrichter: Lidacka, Lesiak |

| 9. Februar 2025 16:00 Uhr | Team Esbjerg            | 36:27   | Brest Bretagne Handball | Blue Water Dokken, Esbjerg Zuschauer: 2481 Schiedsrichter: Metalari, Nikolovski |
| 9. Februar 2025 16:00 Uhr | meiste Tore: Reistad 10 | (20:15) | meiste Tore: Ondono 9   | Blue Water Dokken, Esbjerg Zuschauer: 2481 Schiedsrichter: Metalari, Nikolovski |
| 9. Februar 2025 16:00 Uhr | Spielbericht            |         |                         | Blue Water Dokken, Esbjerg Zuschauer: 2481 Schiedsrichter: Metalari, Nikolovski |

|  | Rapid Bukarest | 10:0 Anm. 1 | Vipers Kristiansand |  |
|  |                |             |                     |  |
|  |                |             |                     |  |

| 15. Februar 2025 18:00 Uhr | Brest Bretagne Handball | 23:23   | ŽRK Budućnost Podgorica | Brest Arena, Brest Zuschauer: 4211 Schiedsrichter: Bočáková, Jánošíková |
| 15. Februar 2025 18:00 Uhr | meiste Tore: Mairot 6   | (13:10) | meiste Tore: Vukčević 9 | Brest Arena, Brest Zuschauer: 4211 Schiedsrichter: Bočáková, Jánošíková |
| 15. Februar 2025 18:00 Uhr | Spielbericht            |         |                         | Brest Arena, Brest Zuschauer: 4211 Schiedsrichter: Bočáková, Jánošíková |

| 16. Februar 2025 16:00 Uhr | Odense Håndbold        | 23:32   | Team Esbjerg            | Sydbank Arena, Odense Zuschauer: 2293 Schiedsrichter: Kull, Tint |
| 16. Februar 2025 16:00 Uhr | meiste Tore: Aardahl 5 | (11:16) | meiste Tore: Reistad 13 | Sydbank Arena, Odense Zuschauer: 2293 Schiedsrichter: Kull, Tint |
| 16. Februar 2025 16:00 Uhr | Spielbericht           |         |                         | Sydbank Arena, Odense Zuschauer: 2293 Schiedsrichter: Kull, Tint |

| 16. Februar 2025 16:00 Uhr | Győri ETO KC                | 32:19  | HB Ludwigsburg          | Audi Arena, Győr Zuschauer: 4751 Schiedsrichter: Doychinow, Goretsow |
| 16. Februar 2025 16:00 Uhr | meiste Tore: Győri-Lukács 6 | (17:8) | meiste Tore: Thomaier 5 | Audi Arena, Győr Zuschauer: 4751 Schiedsrichter: Doychinow, Goretsow |
| 16. Februar 2025 16:00 Uhr | Spielbericht                |        |                         | Audi Arena, Győr Zuschauer: 4751 Schiedsrichter: Doychinow, Goretsow |

|  | Vipers Kristiansand | 0:10 Anm. 1 | Brest Bretagne Handball |  |
|  |                     |             |                         |  |
|  |                     |             |                         |  |

| 23. Februar 2025 14:00 Uhr | HB Ludwigsburg          | 24:40   | Odense Håndbold                     | MHPArena, Ludwigsburg Zuschauer: 1250 Schiedsrichter: Ilieva, Karbeska |
| 23. Februar 2025 14:00 Uhr | meiste Tore: Thomaier 5 | (11:17) | meiste Tore: Dahl, Halilcevic je 10 | MHPArena, Ludwigsburg Zuschauer: 1250 Schiedsrichter: Ilieva, Karbeska |
| 23. Februar 2025 14:00 Uhr | Spielbericht            |         |                                     | MHPArena, Ludwigsburg Zuschauer: 1250 Schiedsrichter: Ilieva, Karbeska |

| 23. Februar 2025 16:00 Uhr | Team Esbjerg                             | 23:29   | Győri ETO KC            | Blue Water Dokken, Esbjerg Zuschauer: 2634 Schiedsrichter: Lovin, Stancu |
| 23. Februar 2025 16:00 Uhr | meiste Tore: Deila, Reistad, Dekker je 4 | (12:15) | meiste Tore: de Paula 8 | Blue Water Dokken, Esbjerg Zuschauer: 2634 Schiedsrichter: Lovin, Stancu |
| 23. Februar 2025 16:00 Uhr | Spielbericht                             |         |                         | Blue Water Dokken, Esbjerg Zuschauer: 2634 Schiedsrichter: Lovin, Stancu |

| 23. Februar 2025 16:00 Uhr | ŽRK Budućnost Podgorica | 21:21  | Rapid Bukarest        | Sportski centar Morača, Podgorica Zuschauer: 1530 Schiedsrichter: Barysas, Petrušis |
| 23. Februar 2025 16:00 Uhr | meiste Tore: Vukčević 7 | (12:9) | meiste Tore: Polman 6 | Sportski centar Morača, Podgorica Zuschauer: 1530 Schiedsrichter: Barysas, Petrušis |
| 23. Februar 2025 16:00 Uhr | Spielbericht            |        |                       | Sportski centar Morača, Podgorica Zuschauer: 1530 Schiedsrichter: Barysas, Petrušis |

## Play-offs
| Mannschaft 1                          | Mannschaft 2                                     | Hinspiel             | Rückspiel            | Gesamt  |
| ------------------------------------- | ------------------------------------------------ | -------------------- | -------------------- | ------- |
| Rapid Bukarest Polman 9               | CSM Bukarest Omoregie 13                         | 22.03.2025 18:00 Uhr | 29.03.2025 16:00 Uhr | 46 : 62 |
| Rapid Bukarest Polman 9               | CSM Bukarest Omoregie 13                         | 24 : 34 (11 : 19)    | 22 : 28 (11 : 11)    | 46 : 62 |
| Rapid Bukarest Polman 9               | CSM Bukarest Omoregie 13                         | 5000 Zuschauer       | 4500 Zuschauer       | 46 : 62 |
| Storhamar Håndball Solås 10           | Odense Håndbold Deila 11                         | 23.03.2025 16:00 Uhr | 30.03.2025 16:00 Uhr | 41 : 58 |
| Storhamar Håndball Solås 10           | Odense Håndbold Deila 11                         | 20 : 33 (13 : 20)    | 21 : 25 (11 : 16)    | 41 : 58 |
| Storhamar Håndball Solås 10           | Odense Håndbold Deila 11                         | 1827 Zuschauer       | 2180 Zuschauer       | 41 : 58 |
| HB Ludwigsburg Leuchter 9             | Rokometni Klub Krim Gros 14                      | 23.03.2025 14:00 Uhr | 30.03.2025 14:00 Uhr | 54 : 47 |
| HB Ludwigsburg Leuchter 9             | Rokometni Klub Krim Gros 14                      | 31 : 21 (14 : 10)    | 23 : 26 (11 : 10)    | 54 : 47 |
| HB Ludwigsburg Leuchter 9             | Rokometni Klub Krim Gros 14                      | 1271 Zuschauer       | 2955 Zuschauer       | 54 : 47 |
| ŽRK Podravka Koprivnica Pletikosić 17 | Brest Bretagne Handball Mairot, Wjachirewa je 11 | 22.03.2025 16:00 Uhr | 29.03.2025 18:00 Uhr | 54 : 61 |
| ŽRK Podravka Koprivnica Pletikosić 17 | Brest Bretagne Handball Mairot, Wjachirewa je 11 | 27 : 26 (13 : 13)    | 27 : 35 (08 : 18)    | 54 : 61 |
| ŽRK Podravka Koprivnica Pletikosić 17 | Brest Bretagne Handball Mairot, Wjachirewa je 11 | 1627 Zuschauer       | 4020 Zuschauer       | 54 : 61 |

## Viertelfinale
| Mannschaft 1                                             | Mannschaft 2                         | Hinspiel             | Rückspiel            | Gesamt  |
| -------------------------------------------------------- | ------------------------------------ | -------------------- | -------------------- | ------- |
| Brest Bretagne Handball Wjachirewa 13                    | Metz Handball Vámos 13               | 19.04.2025 18:00 Uhr | 27.04.2025 14:00 Uhr | 58 : 62 |
| Brest Bretagne Handball Wjachirewa 13                    | Metz Handball Vámos 13               | 26 : 29 (15 : 14)    | 32 : 33 (13 : 15)    | 58 : 62 |
| Brest Bretagne Handball Wjachirewa 13                    | Metz Handball Vámos 13               | 4149 Zuschauer       | 4935 Zuschauer       | 58 : 62 |
| HB Ludwigsburg Gassama Cissokho, Thomaier, Leuchter je 6 | Győri ETO KC Jørgensen 13            | 19.04.2025 16:00 Uhr | 26.04.2025 18:00 Uhr | 46 : 54 |
| HB Ludwigsburg Gassama Cissokho, Thomaier, Leuchter je 6 | Győri ETO KC Jørgensen 13            | 24 : 25 (14 : 16)    | 22 : 29 (10 : 13)    | 46 : 54 |
| HB Ludwigsburg Gassama Cissokho, Thomaier, Leuchter je 6 | Győri ETO KC Jørgensen 13            | 2586 Zuschauer       | 4955 Zuschauer       | 46 : 54 |
| Odense Håndbold Elver 13                                 | FTC-Rail Cargo Hungaria Malestein 10 | 20.04.2025 16:00 Uhr | 26.04.2025 16:00 Uhr | 52 : 51 |
| Odense Håndbold Elver 13                                 | FTC-Rail Cargo Hungaria Malestein 10 | 27 : 27 (14 : 12)    | 25 : 24 (14 : 14)    | 52 : 51 |
| Odense Håndbold Elver 13                                 | FTC-Rail Cargo Hungaria Malestein 10 | 2187 Zuschauer       | 2200 Zuschauer       | 52 : 51 |
| CSM Bukarest Pintea 16                                   | Team Esbjerg Reistad 17              | 20.04.2025 14:00 Uhr | 27.04.2025 16:00 Uhr | 52 : 55 |
| CSM Bukarest Pintea 16                                   | Team Esbjerg Reistad 17              | 30 : 29 (13 : 15)    | 22 : 26 (12 : 14)    | 52 : 55 |
| CSM Bukarest Pintea 16                                   | Team Esbjerg Reistad 17              | 4300 Zuschauer       | 2760 Zuschauer       | 52 : 55 |

## Final Four

### Qualifizierte Teams
Für das Final Four qualifiziert waren:
| Team Esbjerg Győri ETO KC Odense Håndbold Metz Handball |

### Halbfinale
Die Halbfinalspiele fanden am 31. Mai 2025 in Budapest statt.
| Datum und Zeit              | Mannschaft 1  | Ergebnis                   | Mannschaft 2    |
| --------------------------- | ------------- | -------------------------- | --------------- |
| 31. Mai 2025, Sa. 15:00 Uhr | Győri ETO KC  | 29:28 (17:15)              | Team Esbjerg    |
| 31. Mai 2025, Sa. 18:00 Uhr | Metz Handball | 29:31 (27:27, 16:13) n. V. | Odense Håndbold |

#### 1. Halbfinale
31. Mai 2025 in Budapest, MVM Dome, 17500 Zuschauer
Győri ETO KC: Toft, Sako – Housheer (7), Nze Minko  (5), Brattset  (4), Ryu  (4), de Paula (3), Jørgensen  (2), Fodor (2), Hovden (2), Blohm, Lagerquist, Breistøl, Dulfer, Kristiansen, Győri-Lukács
Team Esbjerg: Kristensen, Milling – Reistad (7), Deila (4), van der Helm (4), Nielsen (3), Solberg (3), Hansson (2), Emmenegger (2), Møller (1), Haugsted  (1), Freriks (1), Iversen, Koppang, Tranborg , Dekker 
Schiedsrichter:  Tomas Barysas, Povilas Petrušis

#### 2. Halbfinale
31. Mai 2025 in Budapest, MVM Dome, 17500 Zuschauer
Metz Handball: Darleux, Szemerey – Jacques (5), Bouktit  (5), Granier (5), Grandveau (5), Pineau  (4), Vámos   (2), Mlamali (1), Hansen (1), Errard (1), Axnér, Augustine, Chambertin, Szöllősi-Schatzl
Odense Håndbold: Reinhardt, Lunde Haraldsen, ten Holte – Deila  (6), Aune (4), Halilcevic   (4), Højlund (4), Elver (4), Aardahl  (3), Hansen (3), Grundtvig (2), Burgaard  (1), Fauske, Defo  , Dahl, van der Vliet
Schiedsrichter:  Urszula Lesiak, Małgorzata Lidacka

### Spiel um Platz 3
Das Spiel um Platz 3 fand am 1. Juni 2025 statt. Der Gewinner der Partie ist Drittplatzierter der EHF Champions League 2025.
| Datum und Zeit          | Mannschaft 1 | Ergebnis      | Mannschaft 2  |
| ----------------------- | ------------ | ------------- | ------------- |
| 1. Juni 2025, 15:00 Uhr | Team Esbjerg | 30:27 (17:16) | Metz Handball |

1. Juni 2025 in Budapest, MVM Dome, 16500 Zuschauer
Team Esbjerg: Kristensen, Milling – Reistad  (8), Møller (7), Emmenegger (5), Hansson (3), Tranborg (2), Nielsen (1), Deila (1), van der Helm (1), Koppang (1), Freriks     (1), Iversen, Solberg, Haugsted , Dekker
Metz Handball: Darleux, Szemerey – Bouktit  (6), Jacques (5), Granier (4), Szöllősi-Schatzl  (3), Axnér (2), Grandveau  (2), Vámos (2), Hansen (1), Augustine (1), Mlamali (1), Pineau  , Chambertin, Errard
Schiedsrichter:  Maryna Duplij, Olena Pobedrina

### Finale
Das Finale fand am 1. Juni 2025 statt. Der Gewinner der Partie ist Sieger der EHF Champions League 2025.
| Datum und Zeit          | Mannschaft 1 | Ergebnis      | Mannschaft 2    |
| ----------------------- | ------------ | ------------- | --------------- |
| 1. Juni 2025, 18:00 Uhr | Győri ETO KC | 29:27 (20:15) | Odense Håndbold |

1. Juni 2025 in Budapest, MVM Dome, 17500 Zuschauer
Győri ETO KC: Toft, Sako – Brattset (6), Nze Minko (6), Housheer  (6), de Paula (4), Jørgensen (2), Győri-Lukács (2), Fodor (2), van Wetering (1), Blohm, Lagerquist, Breistøl, Ryu, Dulfer , Hovden
Odense Håndbold: Reinhardt, Lunde Haraldsen, ten Holte – Højlund (5), Burgaard (4), Deila (4), Hansen (3), Aardahl  (2), Defo   (2), Halilcevic (2), Elver (2), Aune (1), Fauske (1), Grundtvig (1), Dahl, van der Vliet
Schiedsrichter:  Javier Álvarez Mata, Yon Bustamante López

## Statistiken

### Torschützenliste
Die Torschützenliste zeigt die vier besten Torschützinnen der EHF Champions League 2024/25.
Zu sehen sind die Nation der Spielerin, der Name, die Position, der Verein, die gespielten Spiele, die Tore und die Ø-Tore.
| Pl. | Nation     | Spieler            | Pos. | Verein        | Sp. | Tore | Ø    |
| --- | ---------- | ------------------ | ---- | ------------- | --- | ---- | ---- |
| 1.  | Norwegen   | Henny Reistad      | (RM) | Team Esbjerg  | 17  | 154  | 9,06 |
| 2.  | Slowenien  | Elizabeth Omoregie | (RM) | CSM Bukarest  | 18  | 109  | 6,06 |
| 3.  | Frankreich | Sarah Bouktit      | (KM) | Metz Handball | 18  | 107  | 5,94 |